# Skrivni potok
Skrivni potok je potok, ki izvira v bližini naselja Vače pri Litiji in se kot levi pritok izliva v Loki potok, ta pa se nato pri Spodnjem Hotiču izliva v reko Savo.